# Cattive stelle
Cattive stelle è un singolo della cantante italiana Francesca Michielin pubblicato il 22 gennaio 2021 come primo estratto dalla riedizione del quarto album in studio Feat (stato di natura).

## Descrizione
Il singolo ha visto la collaborazione del cantautore italiano Vasco Brondi.

## Tracce
1. Cattive stelle – 3:31